# Österreicher in Australien

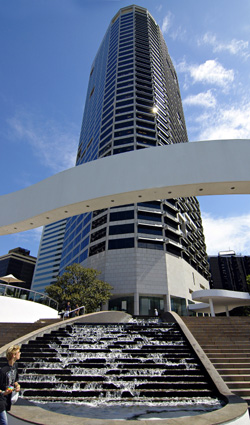
Das Bürogebäude Riverside Centre in Brisbane baute der Architekt Harry Seidler (1923–2006), ein geborener Österreicher, der mit seinen Eltern 1938 nach Australien immigrierte

Etwa 25.000 Österreicher in Australien oder Österreichstämmige in Australien, bilden entsprechend einer Statistik aus dem Jahr 2016 eine relativ kleine ethnische Gruppe in Australien, die 4,4 Prozent aller im Ausland lebenden Österreicher bilden.
Die Beziehung von Österreichern und Australiern kann auf eine lange Tradition zurückblicken. Bereits im frühen 19. Jahrhundert kamen Forscher und Missionare nach Australien. Trotz ihrer geringen Zahl spielen österreichstämmige Personen bis heute eine nicht unerhebliche Rolle in Australien, vor allem in der Kultur. Die österreichischen Einwanderer waren und sind angesehen. Dieses Ansehen litt in Australien erheblich infolge der zwei Weltkriege. In beiden Weltkriegen wurden nicht nur am Krieg beteiligte Personen, sondern auch österreichstämmige Personen, die zum Teil bereits seit Generationen in Australien lebten, lange Jahre interniert. Nach dem Ende des Zweiten Weltkriegs wanderten erneut Österreicher nach Australien aus und sind heute in der australischen Gesellschaft integriert.

## Begrifflichkeit
Bis zum Ende des Ersten Weltkriegs im Jahr 1918 war Österreich-Ungarn ein von 1867 bis 1918 bestehender Vielvölkerstaat. In diesem monarchistischen Staatsgebilde lebten deutschsprachige Österreicher mit Anderssprachigen wie beispielsweise Serben, Kroaten, Ungarn, Italiener, Tschechen und Rumänen zusammen.
Frühe australische Volkszählungen sind häufig fehlerhaft, weil die Frage nach der staatlichen Zugehörigkeit mit der Frage nach der deutschen Sprache verwechselt wurde. Im Jahr 1911 zählte die österreich-ungarische Ethnie in Australien etwa 3000 Personen, von denen die Mehrzahl Deutsch nicht als Muttersprache angab. Mit dem Ende des Ersten Weltkriegs im Jahr 1918 ging das kaiserliche Österreich-Ungarn unter. 1921 wurden in Australien 837 Personen gezählt, die angaben, dass sie Staatsbürger der Republik Österreich seien.

## Vorgeschichte
Mit die ersten Österreicher, die nach Australien kamen, waren Forscher und Missionare.
Der erste Österreicher, der auf dem australischen Kontinent ankam, war der in Wien gebürtige Barnard Walford, ein Jude. Walford war nach London ausgewandert und wurde wegen des Diebstahls eines Wäschekorbs zu sieben Jahren Sträflingsarbeit verurteilt, die er in der Sträflingskolonie Australien abzuleisten hatte. Er wurde im Jahr 1791 mit der Third Fleet auf dem Schiff Active in die Sträflingskolonie Australien deportiert. Nach seiner Entlassung heiratete er und ließ sich mit seiner Familie in Tasmanien nieder.
Weitere Österreicher, die in der frühen Zeit in die Australische Sträflingskolonie ankamen und bekannt wurden, waren der Naturforscher und Lithograf John Lhotsky (1795–1866), der Abenteurer und Maler Eugene von Guerard (1812–1901), der Drucker und Fotograf Johann Degoutardi (1823–1883), der Buchautor Emil Hansel und der Unternehmer und Honorarkonsul Carl Pinschof (1855–1926), der 1909 eingebürgert wurde und im Ersten Weltkrieg alle Ämter niederlegen musste. Ferner ist der Musiker aus Böhmen Ludwig D’Hage (1863–1960) zu nennen, der beispielsweise erst 42 Jahre nach seiner Ankunft die australische Staatsbürgerschaft erhielt.
Ein Österreicher, der für die frühe Erforschung der Pflanzen in Australien von großer Bedeutung war, allerdings dort kaum bekannt ist, war Ferdinand Bauer. Bauer war auf Empfehlung von Joseph Banks an der ersten Umsegelung des australischen Kontinents als Zeichner für Pflanzen beteiligt, die Matthew Flinders auf der HMS Investigator erfolgreich von 1802 bis 1803 durchführte. Während seiner Teilnahme an den Entdeckungsreisen mit Flinders schuf er 2073 botanische Zeichnungen, die er nach England brachte. Von dort kehrte Bauer 1814 nach Österreich-Ungarn zurück.
In den Jahren von 1857 bis 1906 landeten acht österreichische Marineschiffe in Australien. Die Fregatte Novara, die die erste und einzige Weltumsegelung und die Novara-Expedition Österreichs erfolgreich abschloss, ankerte sechs Wochen im Hafen von Sydney. An dieser Expedition waren der deutsch-österreichische Geologe Ferdinand von Hochstetter (1829–1884), der österreichische Zoologe Georg von Frauenfeld (1807–1873) und der Forschungsreisende und Diplomat Karl von Scherzer (1821–1903) beteiligt. Der erste österreichische Naturforscher, die sich in Australien auf Tasmanien niederließ, war Gustav Weindorfer (1874–1932).
Im Zeitraum von 1848 bis 1901 kamen 99 österreichische Jesuiten-Missionare nach Australien. Es waren dies u. a. der Naturwissenschaftler und Jesuitenpater Johann Nepomuk Hinteröcker und Pater Anton Strele (1825–1897). Strele gründete im Northern Territory eine Missionsstation für Aborigines.

## Politik und Migration

### Erster Weltkrieg

#### Vor dem Ersten Weltkrieg
Im Jahr 1911, drei Jahre vor dem Beginn des Ersten Weltkriegs, zählte die ungarisch-österreichische Gemeinschaft in Australien etwa 3000 Personen. Die Ethnie war sehr klein. Zu Beginn des Ersten Weltkriegs lebten in Australien etwa 4,5 Millionen Menschen. Am 29. Oktober 1914 verabschiedete das Australische Parlament den War Precautions Act, der dem Militär weitreichende Befugnisse erteilte, Kriegsgegner in Australien in Haft zu nehmen. Dieses Gesetz bezog sich auch auf österreichstämmige Personen, die bereits seit Generationen in Australien lebten. Hierzu genügte bereits der Verdacht einer Illoyalität. Bis zum Kriegsausbruch waren sie sehr respektiert. Zahlreiche in Australien lebende Österreichstämmige, darunter auch welche, die bereits seit Jahrzehnten in Australien lebten, wurden interniert. Sie wurden als enemy aliens (deutsch: feindliche Ausländer) betrachtet.

#### Internierungslager
Die meisten Internierten aus Österreich-Ungarn befanden sich im Ersten Weltkrieg im Holsworthy-Internierungslager bei Sydney, in dem auch Deutschstämmige, Italiener, Japaner und Aborigines festgehalten wurden. Dieses Lager bestand aus Zelten und kleinen Hütten. Es war überfüllt und die sanitären Anlagen waren primitiv. Es gab auch Berichte über Korruption und Brutalität des Wachpersonals.
Im Molongo-Internierungslager, heute im Northern Territory, waren auch Personen aus Österreich-Ungarn interniert. Es wurde von 1918 bis 1919 betrieben. In dem Internierungslager sollten bis zu 5000 deutsche und österreich-ungarische Männer, Frauen und Kinder aus China und Ostafrika festgesetzt werden.
Auf Rottnest Island befand sich ein Internierungslager, das von 1914 bis 1915 betrieben wurde. Dort wurden neben Deutschstämmigen auch Personen aus Ungarn-Österreich festgehalten, vor allem aus slawischen Volksgruppen. Diese Internierten wurden in der Zeit festgehalten, als Österreich-Ungarn in ihren Ländern im Verlauf des Krieges dort noch an der Macht war. Viele der Insassen waren Bergarbeiter aus Kalgoorlie.
Die ersten Internierten wurden auf der Insel in gemauerten Häusern untergebracht, später in Zelten, die zur Unterbringung von Touristen hergestellt worden waren. Im September 1915 waren insgesamt 989 Personen untergebracht, darunter 841 Deutschstämmige und österreich-ungarische Internierte sowie 148 Kriegsgefangene. Die sanitären Verhältnisse waren schlecht und die Essensrationen nicht ausreichend. Die Internierten mussten ihr Essen selbst kochen, da es in dem Internierungslager keine Großküche gab. Es gibt Berichte über Misshandlungen durch das Wachpersonal. Trotz dieser Verhältnisse gelang es den Internierten, ihr Leben zu gestalten. Sie bildeten eine Musikband, hielten Lesungen ab, eröffneten ein Kaffee und badeten am Strand. Das Lager wurde Ende 1915 aufgelöst, die internierten Personen nach Garden Island in Western Australia transportiert und anschließend ins Holsworthy-Internierungslager in New South Wales gebracht.

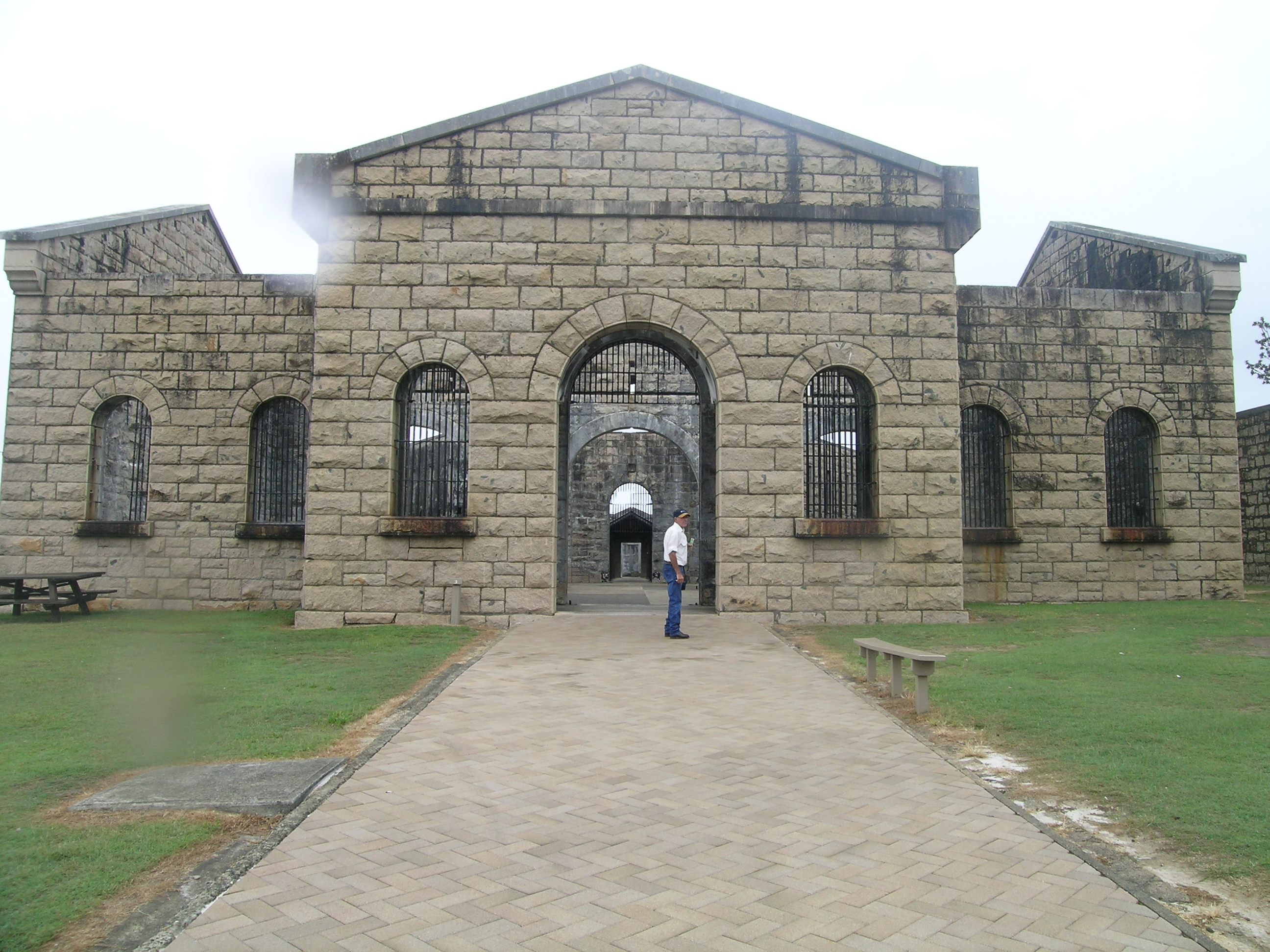
Das Gefängnisgebäude des Trial Bay Gaol

Ein Internierungslager, genannt Trial Bay Gaol, war ursprünglich ein Gefängnis für Sträflinge in New South Wales. Die meisten Internierten während des Ersten Weltkriegs waren Deutsche und Ungarn-Österreicher, die aus dem pazifischen Raum, China und Südostasien dorthin gebracht worden waren. Wer einen höheren sozialen oder militärischen Status besaß, wurde nicht in dem steinernen Gefängnisgebäude, sondern am Strand in Hütten untergebracht. Sie bauten sich eigene Möbel, hielten Konzerte und Theateraufführung ab, lasen in der Gefängnisbibliothek und bildeten sich weiter. Das Lager war durch einen Zaun vom Hauptland abgegrenzt. Auf dem Gelände konnten sich die Insassen frei bewegen. Als angenommen wurde, dass deutsche Kriegsschiffe die Insassen befreien würden, wurde es im Jahr 1918 geschlossen und die Internierten nach Holsworthy bei Sydney verlegt.

### Nach dem Ersten Weltkrieg
1921 wurden nur noch 837 Österreichstämmige in Australien gezählt. Von 1922 bis 1932 stieg die Anzahl der Österreicher in Australien lediglich um 260 Personen an. Die meisten Personen wanderten wahrscheinlich wegen Folgen der Weltwirtschaftskrise ein. Es waren meist Individualisten, die ohne Familie ankamen.

### Österreichische Flüchtlinge ab 1938

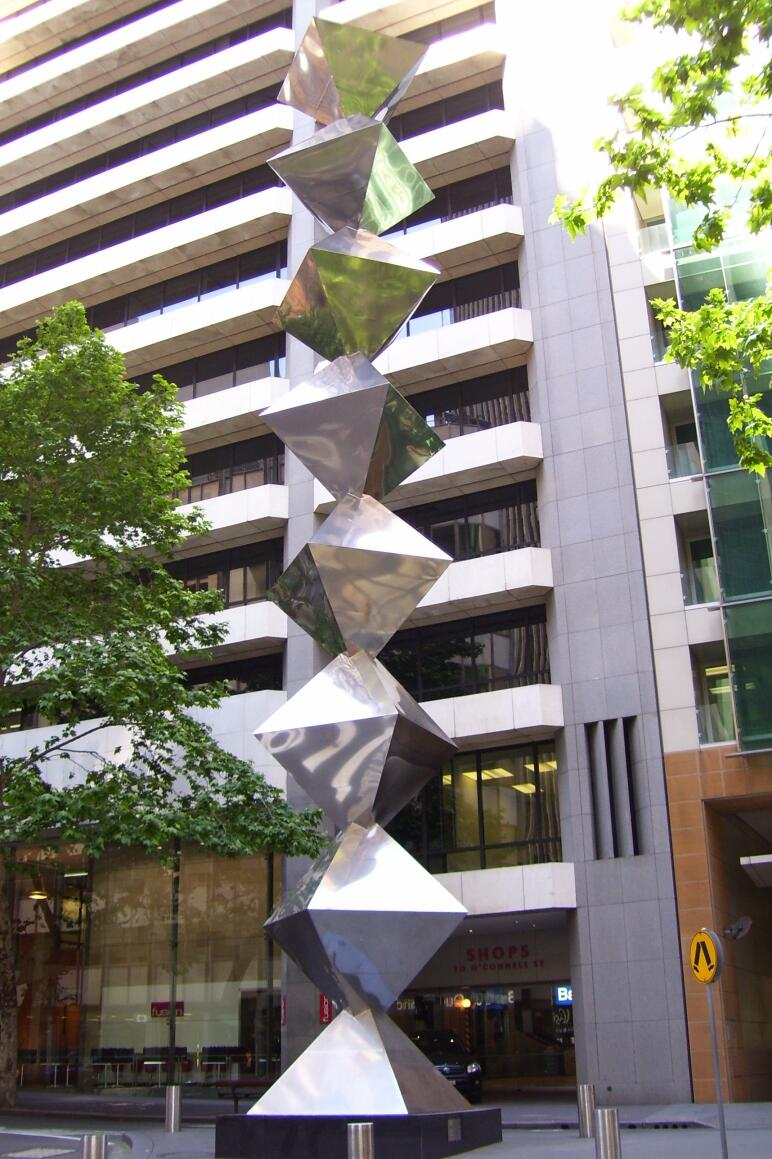
Die Skulptur Pyramid Tower von Herbert Flugelman, der als 15-jähriger Flüchtling mit seinen Eltern 1938 nach Australien kam.

Nach dem sogenannten Anschluss Österreichs im März 1938 und den Novemberpogromen im November 1938 flüchteten zahlreiche Österreicher ins Ausland und nach Australien, vor allem österreichische Juden. Australien verpflichtete sich zwar vor dem Zweiten Weltkrieg 15.000 Verfolgte aus Europa aufzunehmen, kam allerdings dieser Zusage nur in geringer Zahl nach. Von 1938 bis 1942 flüchteten 2144 Österreicher in Australien an, die von den Nationalsozialisten verfolgt worden waren.
Unter den Persönlichkeiten, die damals nach Australien kamen, waren Musiker und Dirigenten, die bedeutende Beiträge zur australischen Kultur leisteten. Zu nennen ist der Bratschist Richard Goldner, der die Musica Viva Australia gründete. Dirigenten waren Henry Krips, Walter Stiasny, Georg Tintner (1917–1999) und Eric Gross, ein Komponist. Die Ballettgruppe, die Gertrud Bodenwieser gründete, feierte nicht nur in Australien, sondern auch international Erfolge.
Wichtige Beiträge zur australischen Forschung leistete Steve Smerd in den frühen 1950er Jahren zur Strahlen- und Solarphysik. Walter Diesendorf (1906–1975) war wesentlich an der Planung des Wasserversorgungs- und Stromversorgungsprojekts des Snowy-Mountains-Scheme beteiligt. Gustav Nossal war ein bedeutender Immunbiologe. Margaret Diesendorf (1912–1993) gilt als die begabteste österreichische Lyrikerin Australiens. Des Weiteren sind die Drehbuchautoren Sonja Berg, Heinz Monveiller, Rudi Krausmann und Josef Vondra zu nennen, die in Australien leben. Mark Siegelberg (1895–1986), der in Wien aufwuchs und ins KZ kam, war ein bedeutender Journalist und Autor. Er gründete 1954 in Melbourne die Zeitschrift Neue Welt, die bis heute verlegt wird.
Die Architekten Karl Langer, Kurt Popper und Harry Seidler (1923–2006) prägten den Baustil Australiens mit. Von den Bildhauern Arthur Fleischmann und Herbert Flugelman sind Bildhauerwerke in Australien aufgestellt. Der Maler Louis Kahan erhielt für sein Porträt von Patrick White im Jahr 1962 den Archibald Prize.
Charles Anton spielte eine große Rolle beim Aufbau des australischen Skisports, insbesondere war er beim Aufbau des Skigebiets bei Thredbo engagiert.

### Zweiter Weltkrieg

#### Internierungslager
Nach dem Beginn des Zweiten Weltkriegs wurden alle Österreicher zu Kriegsgegnern Australiens erklärt und in großer Zahl in Internierungslagern festgehalten. Im Zweiten Weltkrieg gab es insgesamt neun Internierungslager in Australien, daneben gab es drei kleine und nur temporär betriebene Lager. Insgesamt wurden in Australien 7000 Personen interniert, die bereits seit Generationen in Australien lebten, da sie als enemy aliens betrachtet wurden.
Das Enoggera-Internierungslager, das damals bei Brisbane aufgebaut worden war, wurde im Ersten Weltkrieg betrieben. In diesem Lager, das von 1940 bis 1946 betrieben wurde, konnten 1800 Personen in fünf Abteilungen untergebracht werden. Dort waren auch Kinder mit ihren Eltern interniert. Im Lager waren Österreicher, Deutsche, Italiener und Japaner festgesetzt.
Das größte australische Internierungslager, das Holsworthy-Internierungslager, das bis zu 6000 Personen aufnehmen konnte, bestand schon im Ersten Weltkrieg. Interniert waren Deutsche, Österreicher, Italiener und Japaner und auch britisch-, österreich-, deutsch- und japanischstämmige Personen, die bereits seit Generationen in Australien lebten. Ferner auch Aborigines.
Ab 1944 konnten die Österreicher einen Antrag auf australische Staatsbürgerschaft stellen, denn sie wurden nun als friendly aliens betrachtet. Den Internierten, die aus England und Europa stammten, wurde erlaubt, nach dem Kriegsende in Australien zu bleiben. Die Japaner wurden allerdings alle repatriiert.

#### Nach dem Zweiten Weltkrieg
Nach Kriegsende kamen etwa 2000 enemy displaced persons (deutsch: feindlicher Vertriebener) aus Österreich nach Australien. In der Volkszählung von 1947 wurden 4219 österreichstämmige Personen gezählt.
Eine große Migrationswelle entstand in den 1950er Jahren, als Australien seine Einwanderungspolitik lockerte. Australien benötigte Arbeitskräfte, um seine Wirtschaft voranzubringen. Insbesondere die Modernisierung der Stromversorgung wurde erforderlich, um mit anderen Ländern Schritt halten zu können. Alleine um das Snowy-Mountains-System aufzubauen, das durch seine Wasserkraft die erforderliche Industrialisierung Australiens sichern sollte, wurden zusätzlich 100.000 Arbeitskräfte benötigt. Die australische Politik erkannte damals, dass ein Fortbestehen der australischen Gesellschaft nur mit mehr arbeitenden Menschen gesichert werden kann. Diese Diskussion wurde unter dem Slogan parish or die (deutsch: bevölkern oder sterben) geführt. Allein zum Aufbau dieser Stromversorgung in den Snowy Mountains kamen Arbeitskräfte aus 30 Ländern nach Australien.

#### Ab 1961
Bis ins Jahr 1961 stieg die Anzahl der Österreicher in Australien auf 23.807 Personen an. Diejenigen Österreicher, die eingeladen wurden, waren meist handwerklich ausbildete Personen. Sie lieferten einen Betrag zur Entwicklung des Mittelstands Australiens. Die Migranten hatten keine Sorge nach Österreich zurückzukehren, wenn sie nicht in Australien Fuß fassen konnten, und belebten die australische Wirtschaft. Sie unterlagen keinem Assimilierungsdruck, sondern gründeten eigene Klubs und pflegten ihre österreichische Tradition, wie andere Nationen auch.

#### Nach 1970
Ab 1970 kamen vor allem junge Österreicher ohne Familie, aber auch Wissenschaftler und Künstler, nach Australien. 1981 wurden 23.462 österreichische Personen gezählt, diese Zahl lag knapp unter der Zählung aus dem Jahr 1961. Während viele Migranten Australien verließen, als sich die wirtschaftliche Prosperität Europas entwickelte, steigerte sich in den letzten Jahrzehnten die Anzahl der Österreicher in Australien leicht. Derzeit leben entsprechend einer österreichischen Statistik etwa 25.000 Österreichstämmige in Australien. Im Jahr 1988 waren es lediglich 22.000.

## Sonstiges

### Sport und Traditionspflege
Immigranten aus Österreich gründeten nach dem Zweiten Weltkrieg in vielen großen Städten Fußballvereine, die den australischen Fußball beeinflussten. In fast allen größeren Orten Australiens gibt es österreichische Klubs, die sich mit der Traditionspflege befassen. In Wien befindet sich die Österreich-Australische Gesellschaft, die sich um Australienrückkehrer kümmert.

### Wirtschaft
Österreichische Einwanderer gründeten in den Anfängen Australiens meist Familienunternehmen in der Nahrungsmittel- und Textilindustrie. Größere Unternehmensgründungen der Österreicher in Australien waren bis ins Jahr 1988 selten, denn in einer Publikation zum 200sten Jahrestag Australiens werden lediglich drei Ausnahmen genannt.
Die derzeit aktuellen Exportgüterlieferungen Österreichs (2016) sind vor allem Lebensmittel und Getränke, pharmazeutische Produkte und Kunststoffe, Holz und Papier, Möbel, Güter aus Eisen und Stahl, unterschiedliche Metallwaren, Maschinen und Fahrzeuge. Die Importe Österreichs waren auf mineralische Brennstoffe, Fleisch, Bier, Edelmetall und -steine und Wolle beschränkt. Die österreichischen Exporte verzeichneten im Jahr 2015 einen leichten Rückgang und stiegen im Jahr 2016 erheblich an. Die Exporte stiegen um 36,5 % auf EUR 1,039 Mrd., die österreichischen Importe um 51,2 %. Das Handelsdefizit Australiens mit Österreich betrug 2016 EUR 900 Mio. Etwa 110 österreichische Unternehmen sind in Australien mit Vertriebsniederlassungen und Repräsentanzen vertreten. Österreichisch geführte Produktionsstätten sind eine seltene Ausnahme. Ungefähr 850 österreichische Unternehmen unterhalten regelmäßig Geschäftskontakte nach Australien. Die Summe der Direktinvestitionen österreichischer Unternehmen in Australien wurde im Jahr 2016 auf ca. 1,9 Mrd. € geschätzt. Die österreichischen Niederlassungen in Australien beschäftigten im Jahr 2016 etwa 10.000 Personen.